# Јулен (Индијана)
Јулен (енгл. Ulen) град је у америчкој савезној држави Индијана.

## Демографија
По попису из 2010. године број становника је 117, што је 6 (-4,9%) становника мање него 2000. године.
| Група             | 2000.        | 2010.       |
| Белци             | 123 (100,0%) | 116 (99,1%) |
| Афроамериканци    | 0 (0,0%)     | 0 (0,0%)    |
| Азијати           | 0 (0,0%)     | 0 (0,0%)    |
| Хиспаноамериканци | 0 (0,0%)     | 1 (0,9%)    |
| Укупно            | 123          | 117         |